# Joshua and the Battle of Jericho
Pour les articles homonymes, voir Jéricho (homonymie).
Joshua and the Battle of Jericho est un jeu vidéo d'action sorti en 1992 fonctionnant sur Mega Drive et Nintendo Entertainment System. Le jeu a été développé et édité par Wisdom Tree. Il a pour thème la bataille de Jéricho décrite dans le livre de Josué (dans la Bible) et dans laquelle le peuple d'Israël assiège Jéricho jusqu'à en faire tomber les murailles. Le joueur incarne Josué.